# Nová divočina

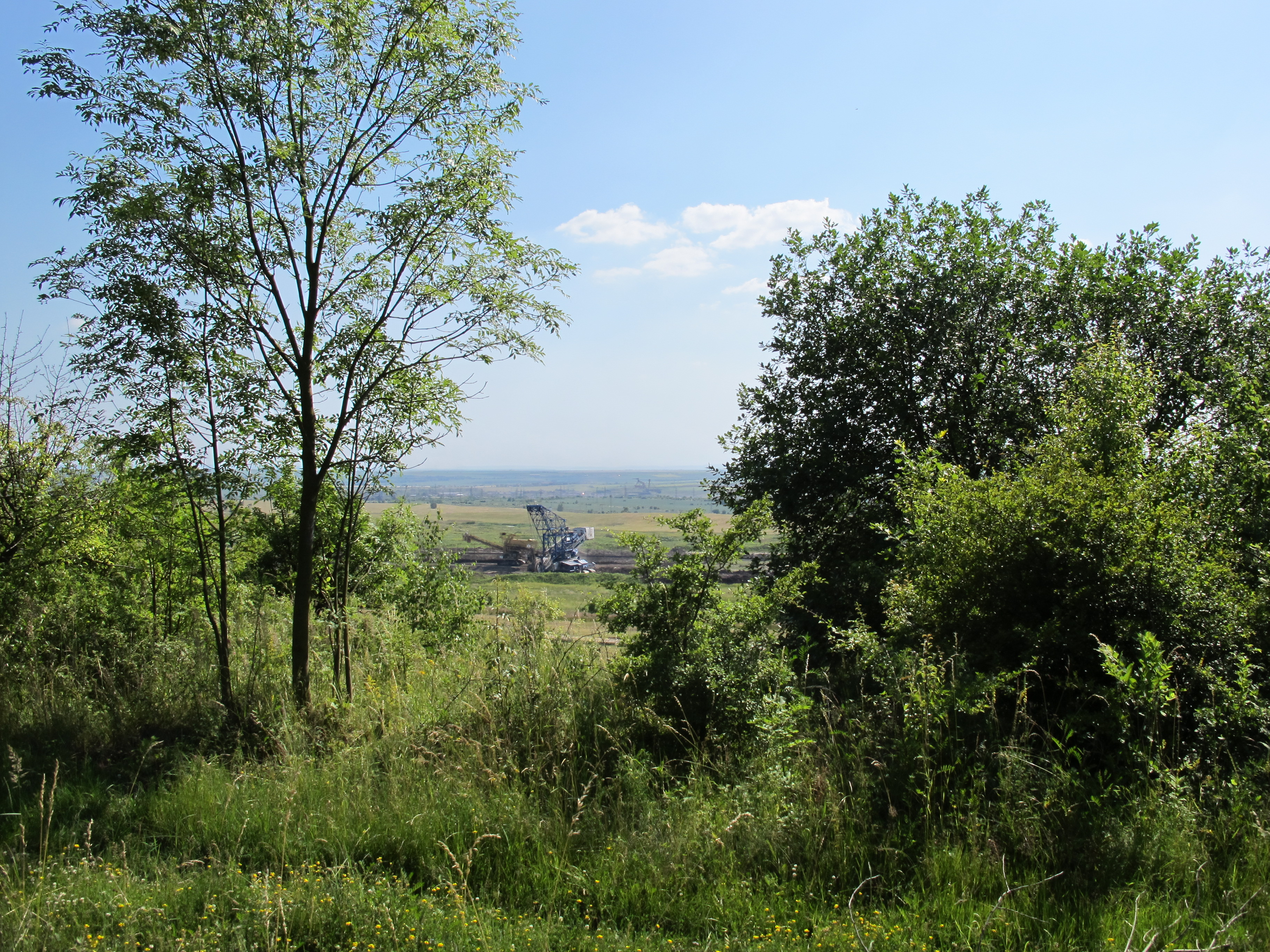
Nová divočina kolonizující Slatinickou výsypku

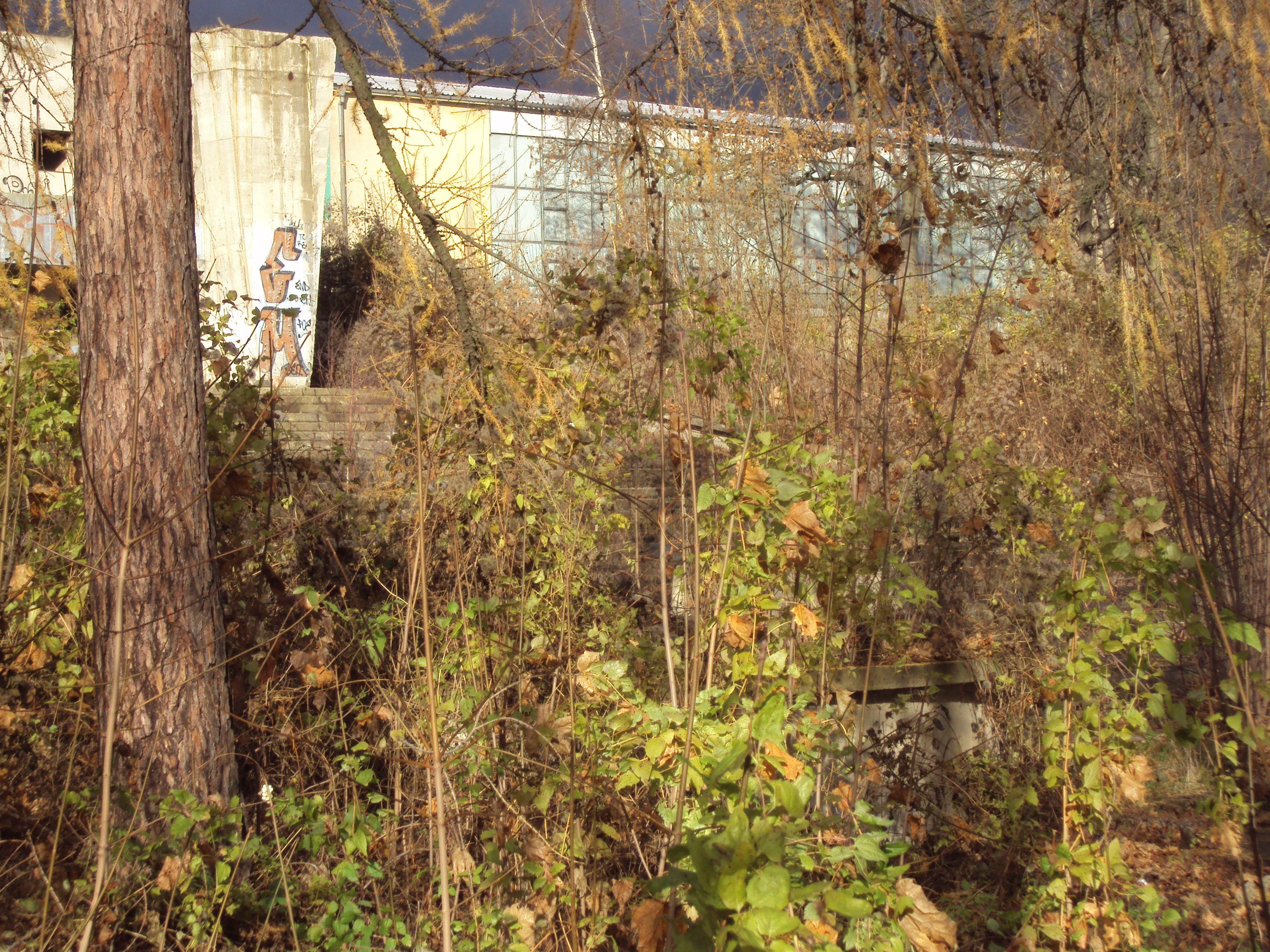
Nová divočina v ruinách letního kina

Takzvaná nová divočina je specifický typ prostředí, který vzniká v územích dříve intenzivně využívaných člověkem nebo přímo člověkem vytvořených, posléze však z nějakých důvodů opuštěných a ponechaných vlastnímu vývoji určenému především spontánními přírodními procesy.

## Popis a klasifikace
Dle způsobu vzniku se rozlišuje několik typů nové divočiny:
- Postagrární (opuštěná pole, louky, sady, pastviny, vinice)
- Postmontánní (opuštěné lomy, povrchové doly, cihelny, pískovny, výsypky, haldy a odvaly, nevyužívaná poddolovaná území)
- Postindustriální (zarůstající opuštěné průmyslové areály a jiné brownfieldy)
- Postsídelní (zarůstající zaniklé vsi či jiné pozůstatky lidských sídel)
- Postmilitární (nevyužívané vojenské prostory a cvičiště)[3]

Existuje několik typických znaků, které tento jinak značně heterogenní soubor lokalit spojují. Je to např. ostrý časový předěl mezi využíváním a opuštěním lokality a krátká doba, kdy zde nabydou převahy spontánní sukcesní procesy, a rovněž víceméně krátkodobá anebo neodhadnutelná doba jejich trvání. Typické je i nejasné vymezení prostorových hranic nové divočiny – často jde o oblasti, která se na mapě města jeví jako "bílá místa", "země nikoho" atp., která však volně přecházejí do organizovanějších forem zeleně či se postupně šíří. Zpravidla jsou to místa bez oficiálního managementu.

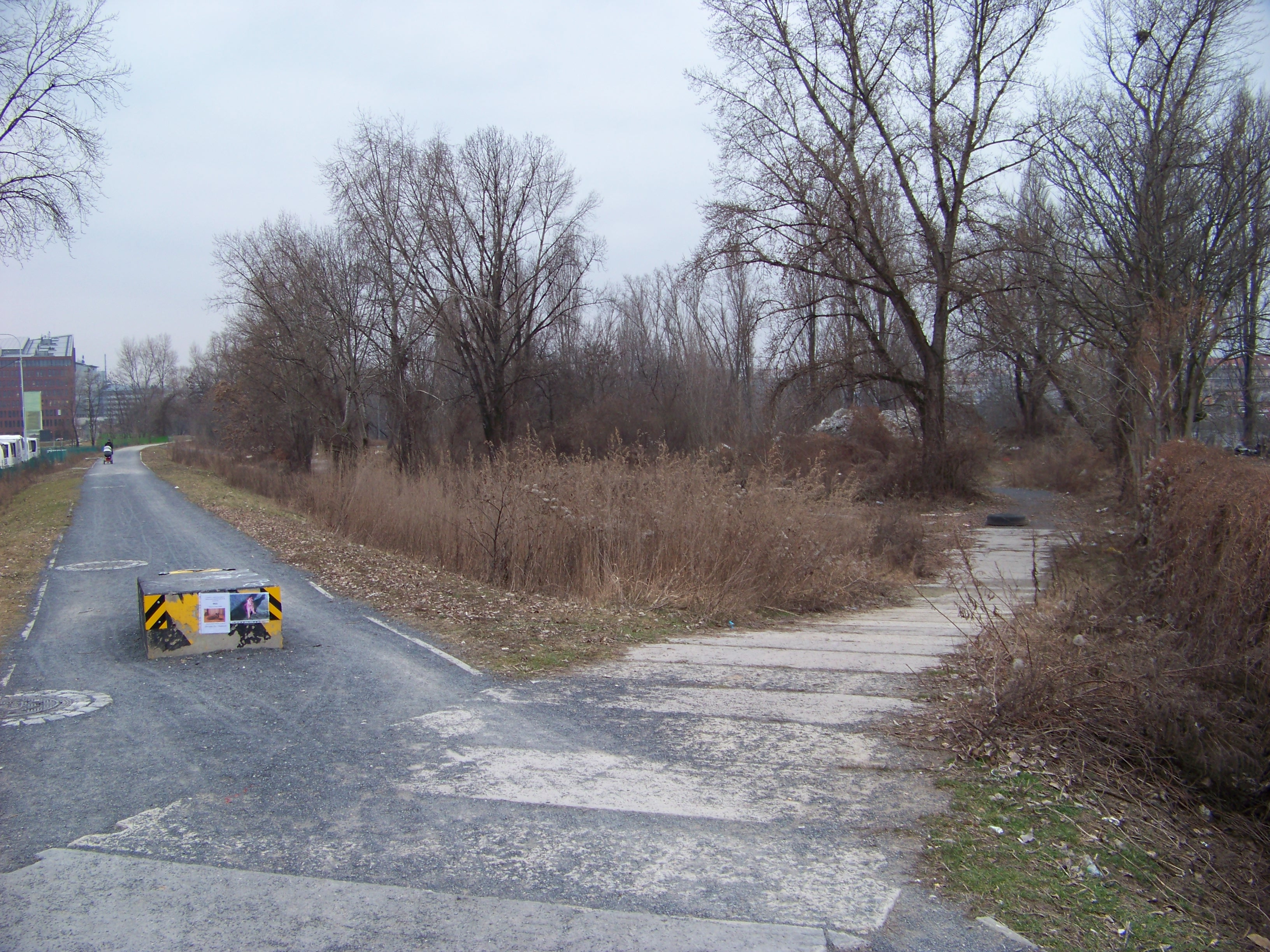
Nová divočina na místě bývalého nákladového nádraží na Rohanském ostrově v Praze

## Biologická charakteristika v Česku
Biologicky se nejčastěji jedná o společenstva v raných stádiích sukcese, jako jsou bylinná společenstva a křoviny. Vzhledem k bohatému zásobení živinami na antropogenních substrátech je zde hojný výskyt běžných ruderálních druhů a apofytů, ale zpravidla se jedná o velmi heterogenní směs, tvořenou zplanělými zahradními a okrasnými rostlinami (křen selský, ořešák královský, šeříky, mahónie), invazními neofyty (pajasan žláznatý, javor jasanolistý, zlatobýly, křídlatky, škumpa), liánami (loubinec pětilistý, chmel otáčivý, břečťan popínavý, plamének plotní), konkurenčně zdatnými stromy a keři domácí provenience (svída krvavá, ptačí zob obecný, růže šípková, bez černý, slivoň trnka, slivoň slíva, některé topoly) nebo různými pionýrskými dřevinami (bříza, osika, vrba jíva). Řada takto nově vzniklých společenstev bývá druhově poměrně chudá, jsou však i případy, kdy se např. na nikdy nekultivovaných haldách kladenských dolů vyskytuje tolik druhů rostlin jako v přírodních rezervacích.

Z větších obratlovců jsou typickými obyvateli nové divočiny lišky, zajíci nebo bažanti, kteří takto vytvořenými biokoridory nezřídka pronikají i hluboko do městské zástavby.

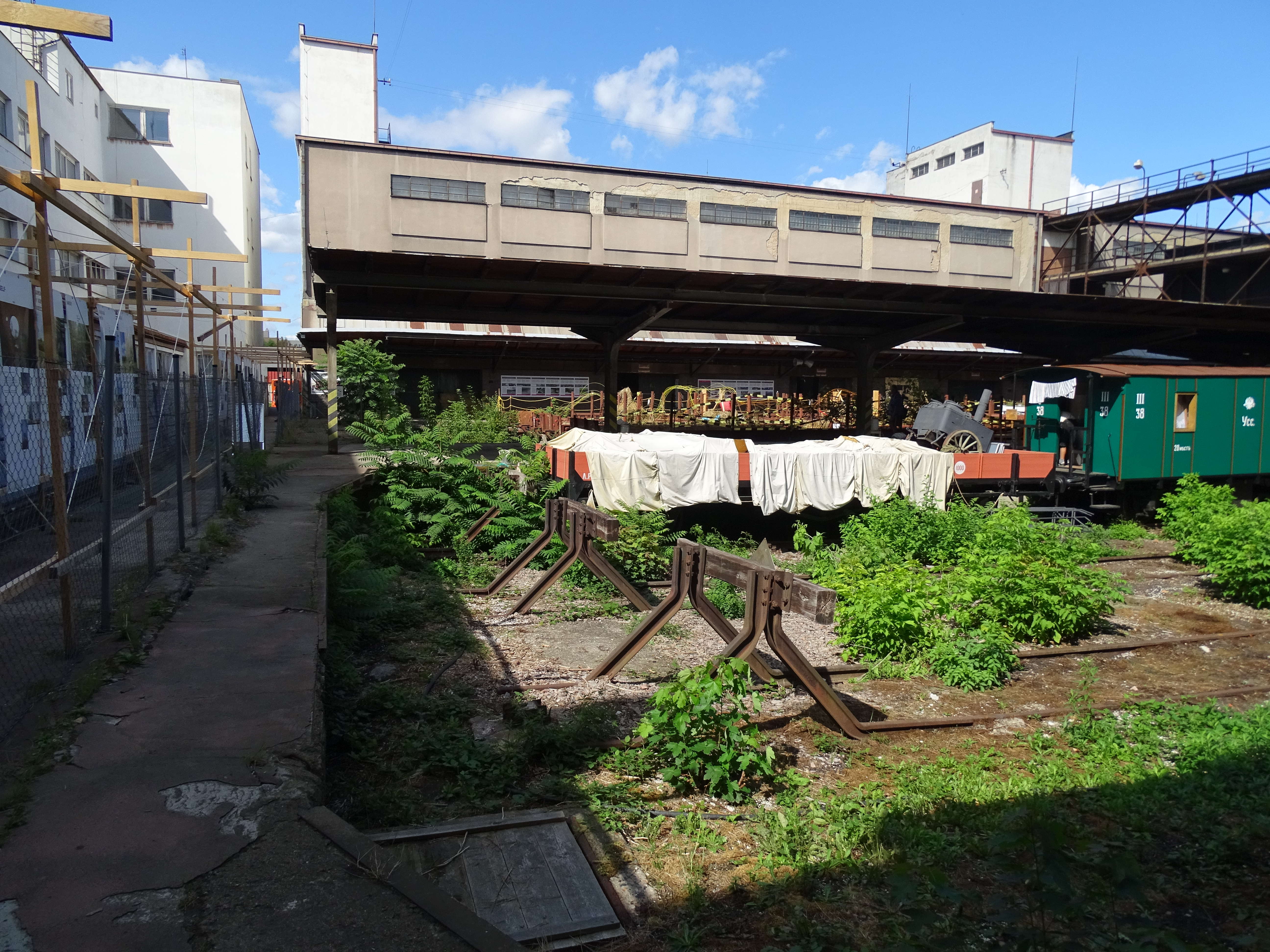
Prostor nákladového nádraží Žižkov zarůstající novou divočinou

## Význam a hodnocení
Nová divočina je velmi častým jevem zejména na městských periferiích, kde má značný krajinotvorný, ekologický i hygienický význam. Mozaika křovinatých a travnatých ploch se skupinami stromů a sítí vyšlapaných cestiček bývá intenzivně využívána ke každodenní rekreaci (venčení psů, kondiční aktivity, pikniky atp.). Soustřeďuje se zde množství zvěře, ptactva i hmyzu, který by jinde v okolí města jen obtížně hledal útočiště. Doplňkový význam má i možnost sběru drobných plodů, jako jsou šípky, trnky či slívy. Na druhou stranu zde nebývají neobvyklé ani provizorní přístřešky bezdomovců a černé skládky všeho druhu.
Nová divočina bývá vnímána často negativně, jako zanedbaná a zpustlá plocha, jako něco nepatřičného a nehezkého, co je v kontrastu s lidmi podvědomě preferovanou udržovanou a kulturní krajinou. Někdy se v této souvislosti mluví přímo o „archetypálním strachu člověka z divočiny“. Na druhou stranu se však stává výrazným společensko-kulturním fenoménem především ve velkých městech, jejichž obyvatelé na ní oceňují právě její neuspořádanost, spontánnost a přirozenost, která chybí ve výrazně organizovaném velkoměstském prostředí.